# 卡恩 (威爾特郡)

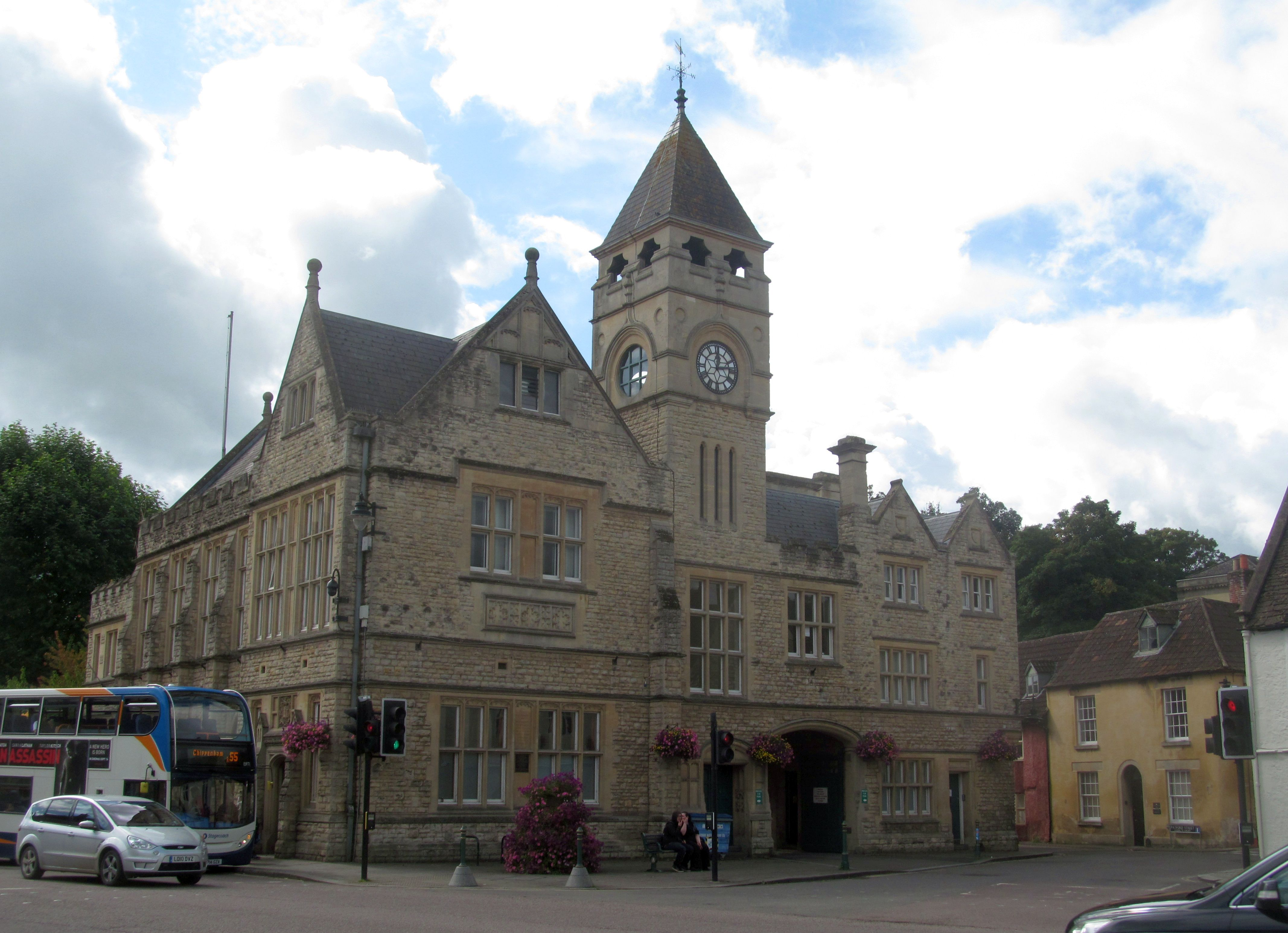
卡恩市政廳

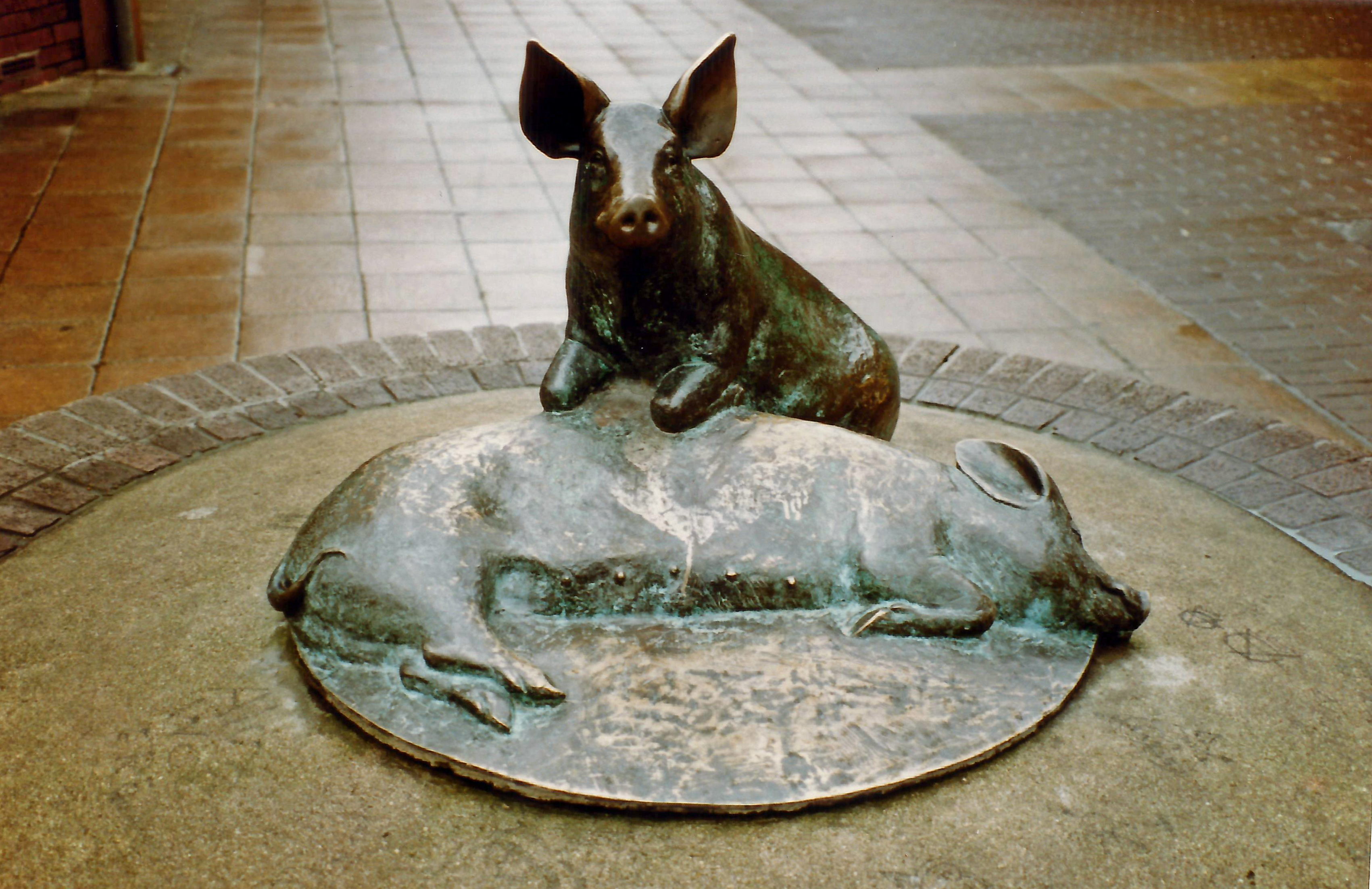
紀念鎮內豬肉加工行業的豬型銅像

卡恩（Calne）是英國威爾特郡北的一個市鎮，位于马登河上，在伦敦西面大约90英里（140公里）。根据2001年的人口调查，卡恩的居民共计为13,606人（2009年为15,000人）。

## 友好城市
- 法國 沙尔略